# NGC 5252
NGC 5252 è una galassia dal nucleo galattico attivo (galassia di Seyfert di tipo 2) 
situata in direzione della costellazione della Vergine alla distanza di 
315 milioni di anni luce dalla Terra. Morfologicamente è una galassia lenticolare (S0).
Recenti osservazioni sono state effettuate tramite il Telescopio spaziale Hubble su NGC 5252 e altre sette galassie con caratteristiche simili permettendo di evidenziare strutture filamentose estese per migliaia di anni luce, illuminate dalla radiazione che emerge dal nucleo galattico attivo cioè un quasar generato dal buco nero supermassiccio. Alcuni elementi presenti nei filamenti, come l'ossigeno, l'elio, l'azoto, lo zolfo e il neon, assorbono la luce del quasar e la riemettono lentamente nel corso di migliaia di anni; il loro colore verde brillante è principalmente dovuto all'ossigeno ionizzato.

## Galleria d'immagini

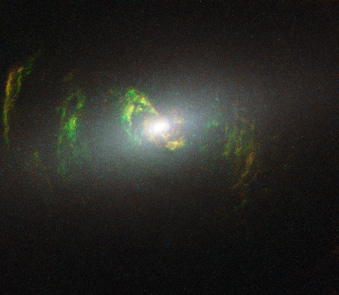
NGC 5252
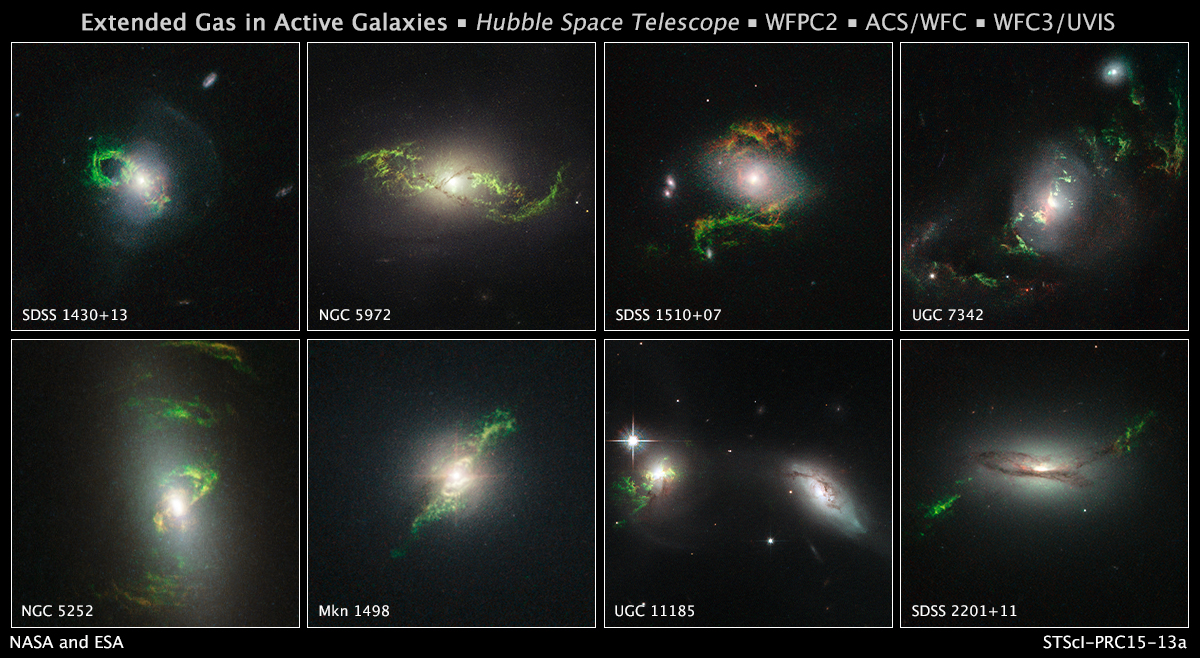
NGC 5252 e le altre sette galassie attive studiate da HST